# St. Anna (Siebnach)

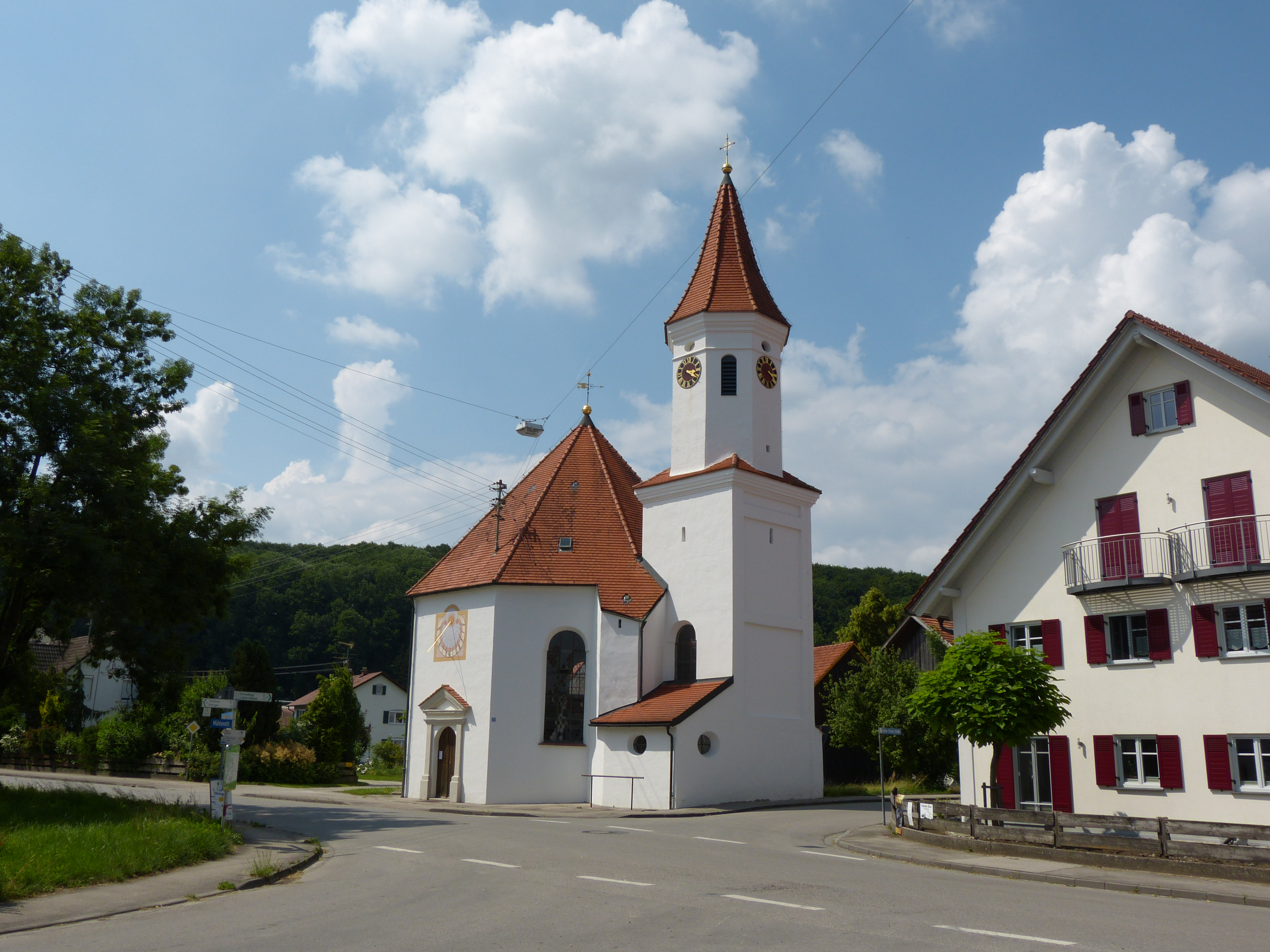
St. Anna in Siebnach

Die römisch-katholische Kapelle St. Anna befindet sich in Siebnach, einem Ortsteil von Ettringen im Landkreis Unterallgäu in Bayern. Die Kapelle steht unter Denkmalschutz.

## Beschreibung

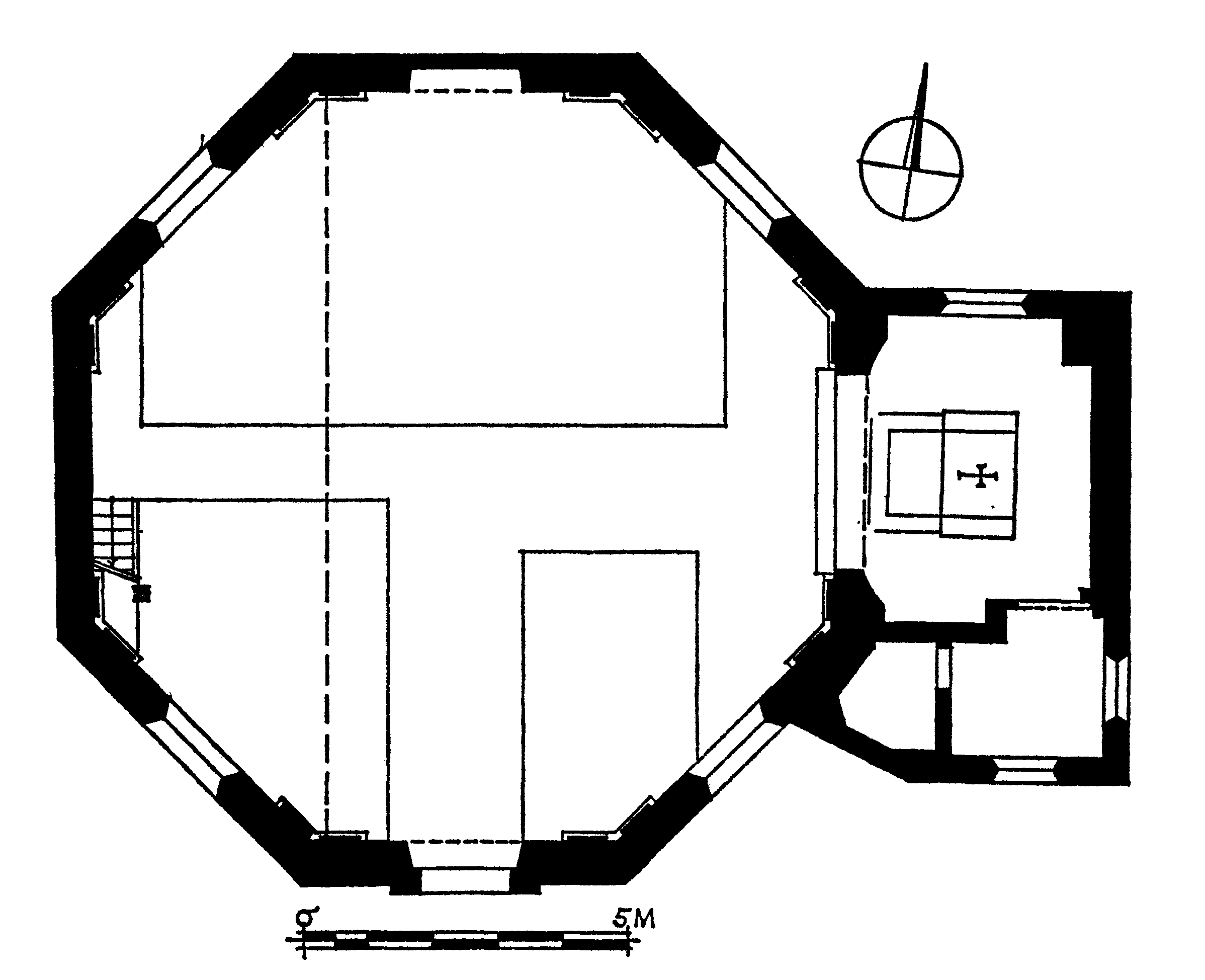
Grundriss von St. Anna

Die erste Erwähnung einer Kapelle in Siebnach ist von 1419 als „Unserer Frauen Egart“, also als Marienkirche belegt. An deren Stelle entstand 1682 unter Johann Schmuzer ein achteckiger Zentralbau, eine so genannte Chorturmkirche. Die Wände sind durch Doppelpilaster gegliedert. Im Innern befindet sich eine Flachdecke von 1856, welche die von Schmuzer umgesetzte Kuppeldecke verdeckt. Der rechteckige Chor enthält ein Kreuzgratgewölbe. Der Chor ist im Erdgeschoss des östlich angebauten Kirchturms untergebracht.
Der Kirchturm mit achteckigem Aufsatz wird von einem Spitzhelm abgeschlossen.
Der Altar mit dem Gemälde Maria mit ihren Eltern von 1683 stammt aus der Zeit um 1720. Das Bild zeigt die Kirchenpatronin St. Anna die zusammen mit ihrem Mann, dem Heiligen Joachim die Mutter Gottes in der heiligen Schrift unterweist. Im Auszug des Altars ist der auferstandene Christus dargestellt, wie er Maria erscheint. Die wenigen Stuckaturen stammen von Johann Schmuzer und sind aus den Jahren 1720/1730. Stuck befindet sich am Chorbogen und über den Fenstern des Oktogons.
An der Westseite der Kirche ist ein Gedenkstein für Maria Kunigunde Koller angebracht. Der Stein wurde 1789 von ihren sieben Kindern gesetzt, von denen zwei Prämonstratenser in Steingaden und Schäftlarn, einer Augustinerchorherr in Rottenbuch sowie eine Klosterfrau im Dominikanerinnenkloster Altenhohenau am Inn waren.

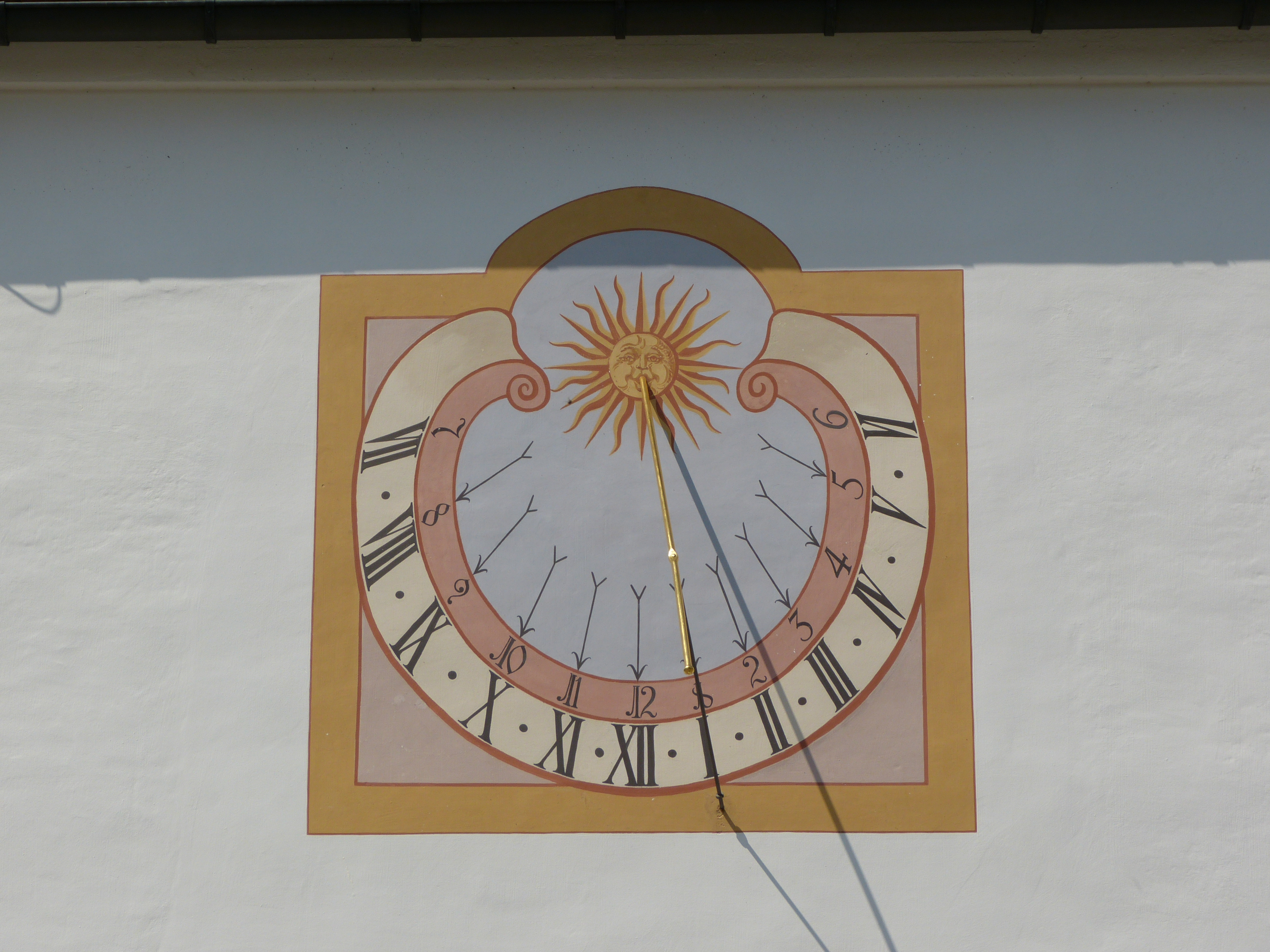
Sonnenuhr auf der Südseite
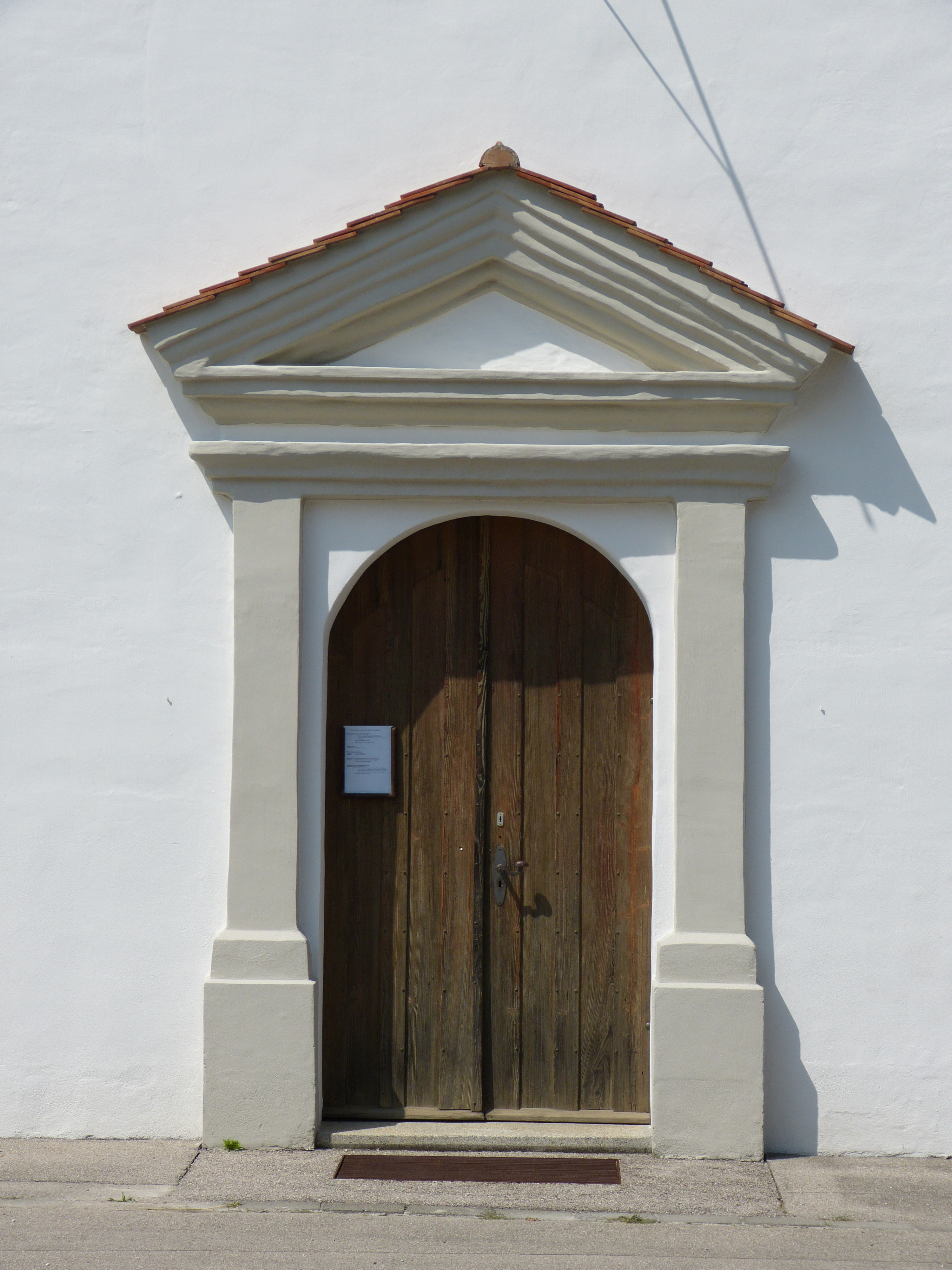
Eingangsportal unterhalb der Sonnenuhr
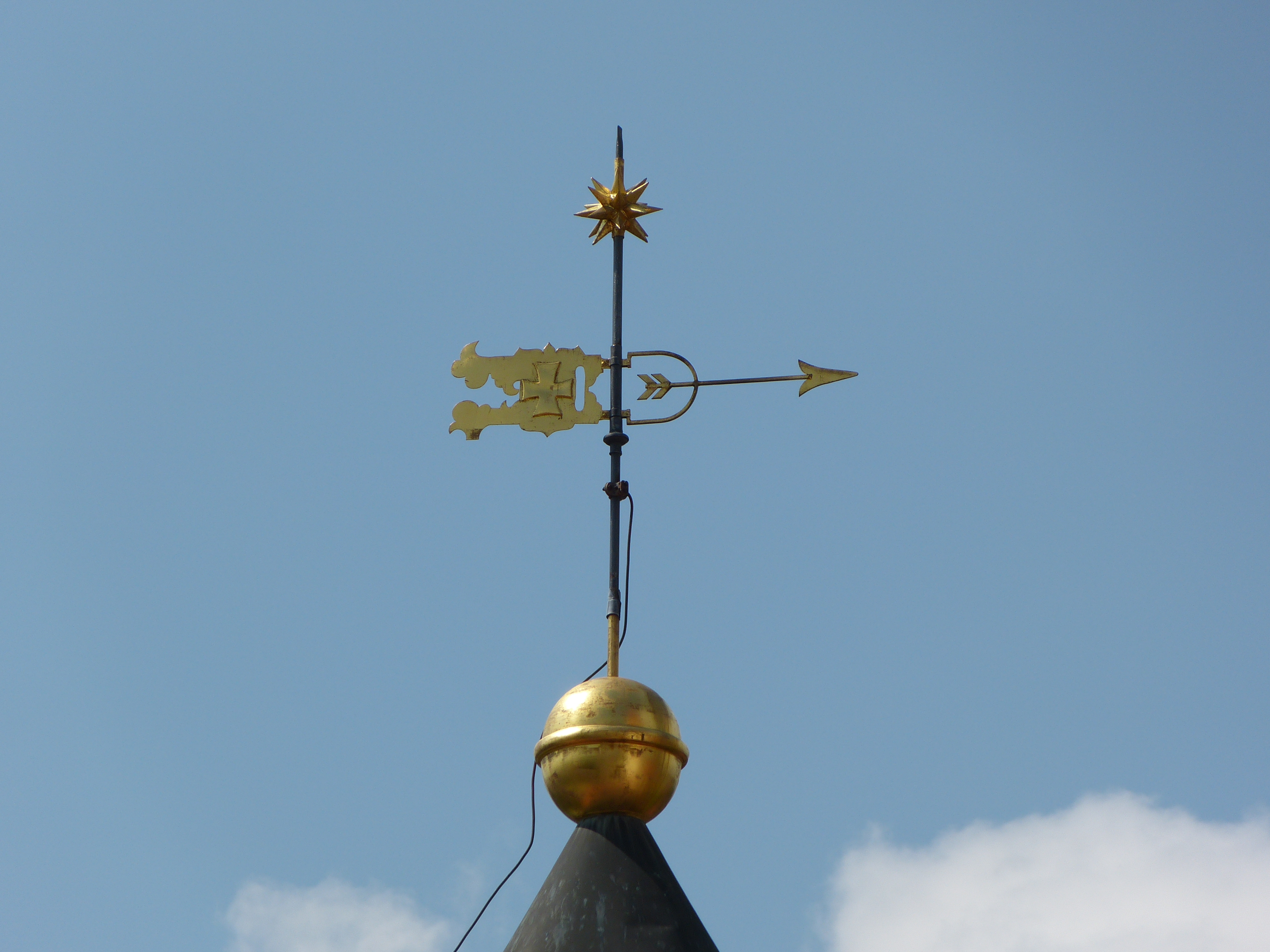
Wetterfahne auf dem Kirchturm